# 宇宙人 (1956年電影)
《宇宙人》（日语：宇宙人東京に現わる）是1956年日本大映公司的科幻特攝電影，導演為島耕二。《宇宙人》是日本第一部以彩色拍攝的科幻電影。1956年第3屆東南亞影展在香港獲最佳攝影獎及最佳錄音獎。

## 劇情

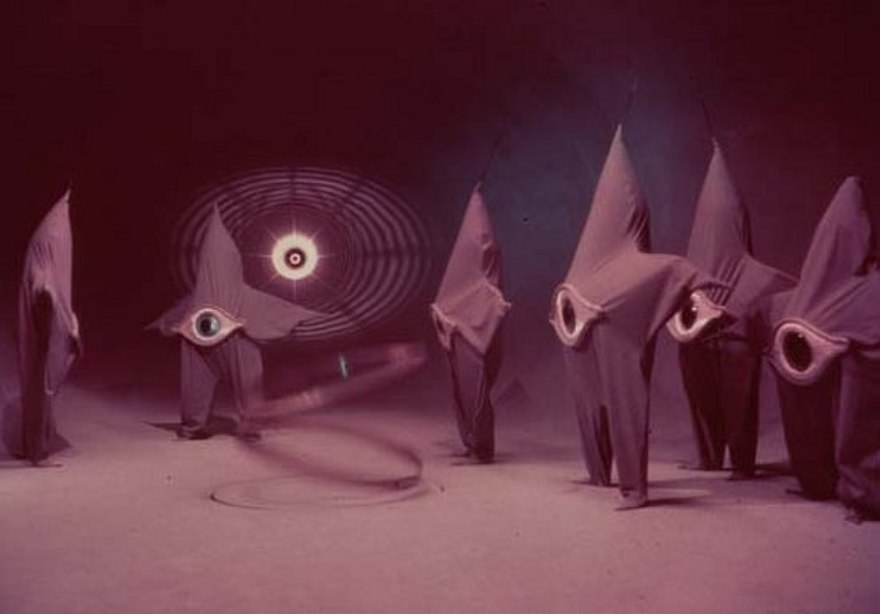
電影中的海星宇宙人

一顆行星「R星」即將撞向地球。外形像海星的宇宙人變身為美女歌星的樣子，來到東京向人類發出預警，宇宙人與科學家合作對抗行星...

## 外部連結
- 互联网电影数据库（IMDb）上《Warning from Space》的资料（英文）
- 收藏的影片《Warning from Space》[更多内容]